# خوان غونزاليس (فارس)
خوان غونزاليس (بالإنجليزية: Juan Gonzalez)‏ هو فارس أمريكي، ولد في 22 فبراير 1948 في Jerez de García Salinas ‏ في المكسيك، وتوفي في 5 يوليو 1975.